# Te pareces tanto a él
«Te pareces tanto a él» es una balada escrita por el cantautor salvadoreño Álvaro Torres, producida por el compositor y productor musical chileno-estadounidense Humberto Gatica e interpretada por la cantautora chilena Myriam Hernández. La canción fue lanzada como el segundo sencillo de su segundo álbum de estudio Dos (1990) y se convirtió en su segundo sencillo número uno en la lista de Billboard Top Latin Songs. Hernández también incluyó la canción en su compilación de álbumes Todo lo mío (1992), Mis mejores canciones: 17 super éxitos (1993) y Huellas (2004).
La canción debutó en la lista de Billboard Top Latin Songs (antes Hot Latin Tracks) en el número 36 en la semana del 15 de diciembre de 1990, subiendo entre las diez primeras tres semanas después, alcanzando el número uno el 16 de febrero de 1991, ocupando este puesto durante cuatro semanas, reemplazando a «Es demasiado tarde» por la cantautora mexicana Ana Gabriel, y siendo reemplazado por «Sopa de caracol» de la banda hondureña Banda Blanca. «Te pareces tanto a él» terminó en 1991 como el sexto mejor sencillo del año.

## Video musical
Se lanzó un vídeo musical para la canción el cual fue dirigido por el mexicano Luis de Llano y fue filmado en un estudio de fotografías en Santiago de Chile. La historia relata como una joven recuerda el amor de su vida en el rostro de un joven fotógrafo. En el video aparece como protagonista el actor chileno Cristian Campos.

## Posicionamiento en listas
| País           | Lista                     | Mejor posición |
| -------------- | ------------------------- | -------------- |
| Chile          | UPI                       | 3              |
| Estados Unidos | Billboard Top Latin Songs | 1              |